# Preiskovalna komisija o ugotavljanju domnevnega pranja denarja v NKBM d.d., domnevnega nezakonitega financiranja politične stranke SDS in domnevnega nezakonitega financiranja volilne kampanije SDS za predčasne volitve poslancev v Državni zbor 2018
Preiskovalna komisija o ugotavljanju domnevnega pranja denarja v NKBM d.d., domnevnega nezakonitega financiranja politične stranke SDS in domnevnega nezakonitega financiranja volilne kampanje SDS za predčasne volitve poslancev v Državni zbor 2018 je preiskovalna komisija, ki deluje v mandatu 8. Državnega zbora Republike Slovenije. Potrjena je bila na seji 29. januarja 2019.

## Sestava komisije

#### Predsednik
- Jani Möderndorfer

#### Podpredsednik
- Aljaž Kovačič

#### Člani
- Marko Bandelli
- Zmago Jelinčič Plemeniti

- Dejan Kaloh

- Marko Koprivc
- Aleksander Reberšek

- Branko Simonovič

- Nataša Sukič

#### Namestniki članov
- Predrag Baković

- Jani Ivanuša

- Franc Jurša
- Franc Kramar

- Žan Mahnič

- Blaž Pavlin
- Robert Pavšič

- Primož Siter

- Janja Sluga